# Verlincthun
 Verlincthun  es una población y comuna francesa, situada en la región de Norte-Paso de Calais, departamento de Paso de Calais, en el distrito de Boulogne-sur-Mer y cantón de Samer.

## Demografía
| 293 | 305 | 372 | 325 | 372 | 347 | 374 | 378 | 349 | 352 | 365 | 368 | 382 | 375 | 387 | 388 | 395 | 397 | 405 | 380 | 380 | 332 | 329 | 328 | 281 | 324 | 266 | 278 | 245 | 263 | 298 | 311 |
| Para los censos de 1962 a 1999 la población legal corresponde a la población sin duplicidades (Fuente: INSEE [Consultar]) |     |     |     |     |     |     |     |     |     |     |     |     |     |     |     |     |     |     |     |     |     |     |     |     |     |     |     |     |     |     |     |